# Simon Pimenta
Simon Ignatius Pimenta (ur. 1 marca 1920 w Marol, zm. 19 lipca 2013 w Bombaju) – indyjski duchowny katolicki, arcybiskup Bombaju, kardynał.

## Życiorys
Studiował na uniwersytecie w Bombaju i w seminarium Piusa X w Bombaju, później uzupełniał studia na Papieskim Uniwersytecie Urbaniana w Rzymie, gdzie obronił doktorat z prawa kanonicznego (1954). Przyjął święcenia kapłańskie 21 grudnia 1949. Prowadził działalność duszpasterską w Bombaju, był tam także sekretarzem arcybiskupa, wicekanclerzem kurii, obrońcą węzła małżeńskiego w trybunale archidiecezjalnym, wykładowcą i rektorem seminarium Piusa X oraz wikariuszem biskupim ds. liturgii i ds. młodych duchownych. W październiku 1964 został uhonorowany tytułem kapelana Jego Świątobliwości.
5 czerwca 1971 został mianowany biskupem pomocniczym Bombaju; otrzymał stolicę tytularną Bocconia, a sakrę odebrał 29 czerwca 1971 z rąk kardynała Valeriana Graciasa, arcybiskupa Bombaju. W kwietniu 1976 w związku z planowaną emeryturą kardynała Graciasa został promowany na arcybiskupa Bombaju; konflikt między Stolicą Apostolską i rządem Indii, dotyczący nominacji biskupich, spowodował wycofanie tej nominacji – kardynał Gracias pozostał arcybiskupem, a Pimenta został w lutym 1977 arcybiskupem-koadiutorem z prawem następstwa. Ostatecznie stanął na czele archidiecezji we wrześniu 1978 po śmierci Graciasa. W latach 1979–1988 pełnił funkcję przewodniczącego Konferencji Biskupów Katolickich Indii.
Brał udział w sesjach Światowego Synodu Biskupów w Watykanie, był prezydentem-delegatem VIII sesji zwykłej (wrzesień-październik 1990), wchodził w skład sekretariatu generalnego Synodu. 28 czerwca 1988 Jan Paweł II wyniósł go do godności kardynalskiej, nadając tytuł prezbitera S. Maria Regina Mundi a Torre Spaccata. Od grudnia 1993 Pimenta brał udział w pracach Rady Kardynalskiej ds. badania Ekonomicznych i Organizacyjnych Problemów Stolicy Świętej.
Po osiągnięciu wieku emerytalnego został zwolniony z obowiązków arcybiskupa w listopadzie 1996 (zastąpił go Ivan Dias), a w marcu 2000 ukończył 80 lat i utracił prawo udziału w konklawe.